# Pârâul Cișmelei
Pârâul Cișmelei este un curs de apă, afluent al râului Bella. 